# Agilolfo de Colonia
San Agilolfo (o Agigulfo) (f. 750), fue abad de Stavelot, obispo de Colonia y mártir. 

## Biografía
Pocos son los datos que se conocen de este santo, la mayoría de escritos poco fiables de un monje de Malmedy. 
Agilolfo era hijo de una buena familia y educado por el abad Angelino en Stavelot. Al poco tiempo, lo sustituyó como abad en Stavelot y poco después se convirtió en obispo de Colonia. Se dice que intentó persuadir al rey Pipino de Heristal que dejara el trono a otra persona que no fuera Carlos Martel, debido a la ilegitimidad de este último. Una carta del papa Zacarías en 747 condenó a  Agilulfo por haber firmado la Charta verae et orthodoxae professionis. Cuando Carlos llegó al trono, Agilolfo fue ejecutado.
Los restos del santo fueron llevados a la Iglesia de Santa María ad Gradus de Colonia y su festividad es el 31 de marzo.